# Mirjana Bohanec-Vidović
Mirjana Bohanec-Vidović (Zagreb, 2. listopada 1939.) je hrvatska sopranistica, glumica i diplomat. Najpoznatija je po ulozi Ane Šafranek u filmu "Tko pjeva zlo ne misli".

## Životopis

### Rani život
Rođena je u Zagrebu 2. listopada 1939. Diplomirala je na Muzičkoj akademiji u Zagrebu i postala operna pjevačica. Još kao studentica prošla je audiciju i nastupala u HNK-u u Zagrebu zajedno s Ružom Pospiš Baldani, Dunjom Vejzović i drugima. 

### Karijera
Prvi put je nastupila u HNK-u u "Carmini burani" Carla Orffa, a režiser je bio Vladimir Ruždjak. U 28 godina pjevačke karijere, najviše je nastupala u zagrebačkom HNK-u, a pjevala je i ansamblu Collegium musicum, riječkom HNK-u. U posljednjem nastupu pjevala je u operi "Nikola Šubić Zrinski" Ivana Zajca, u kojoj je najčešće i nastupala. Objavila je CD "Od opere do filma" na kojem pjeva 18 starih hrvatskih pjesama kao što su: "Hvala ti srce", "Marijana", "Kak taubeka dva", "Kad bi ove ruže male" i dr.
Proslavila se ulogom Ane Šafranek u filmu "Tko pjeva zlo ne misli" Kreše Golika, 1970. godine. U filmu je pjevala nekoliko melodija kao što: "Hvala ti srce" i "Fala". Glumila je u još nekoliko filmova i televizijskih serija.
Bila je generalna konzulica Republike Hrvatske u Hamburgu u Njemačkoj, 1999. i 2000. godine te pomoćnica ministra vanjskih poslova i europskih integracija u Upravi za hrvatske manjine, iseljeništvo i useljeništvo od 2006. do 2008. godine Organizirala je predstavljanja knjiga hrvatskih književnika, izložbe hrvatskih slikara te nastupe ansambala HNK-a, Zagrebačkih solista, Zagrebačke filharmonije, Ansambla LADO i dr. u Njemačkoj i Austriji.

### Privatni život
Udana je za dr. Ivu Vidovića, dugogodišnjeg ravnatelja Doma zdravlja u Runjaninovoj ulici u Zagrebu.

## Filmografija

### Televizijske uloge
- "Dnevnik velikog Perice" kao Ana Šafranek (2021.)
- "Putovanje u Vučjak" kao Šolcova (1986.)

### Filmske uloge
- "Živi bili pa vidjeli" kao gospođa Klarić (1979.)
- "Skakavac" (1975.)
- "Živjeti od ljubavi" kao Vanda (1973.)
- "Tko pjeva zlo ne misli" kao Ana Šafranek (1970.)
- "Tri sata za ljubav" (1968.)